# Astrotricha cordata
Astrotricha cordata är en araliaväxtart som beskrevs av Anthony R. Bean. Astrotricha cordata ingår i släktet Astrotricha och familjen Araliaceae. Inga underarter finns listade.